# Przełęcz nad Polaną
Przełęcz nad Polaną (słow. Sedlo nad Poľanou) – wąska przełęcz znajdująca się w Świstowej Grani w słowackiej części Tatr Wysokich. Oddziela ona Świstowe Turnie (dokładnie Skrajną Świstową Turnię) od Turni nad Polaną. W stronę Doliny Świstowej opada trawiasto-skalistym zboczem, natomiast w kierunku doliny Rówienki opada spod niej długi komin. Siodło Przełęczy nad Polaną jest wyłączone z ruchu turystycznego, nie prowadzą na nie żadne szlaki.
Nazewnictwo Przełęczy nad Polaną pochodzi od sąsiedniej Turni nad Polaną, której to nazwa wywodzi się od położonej w Dolinie Białej Wody Polany pod Wysoką.

## Historia
Pierwsze wejście turystyczne:
- Władysław Kulczyński junior, Mieczysław Świerz i Tadeusz Świerz, 6 sierpnia 1908 r. – letnie.